# Paul Roekaerts
Paul Roekaerts est athlète et handballeur belge né en 1939 à Louvain, dans le Brabant flamand.

## Biographie
Paul Roekaerts est né le 15 avril 1939 à Louvain, dans le Brabant flamand, il s’installa par la suite dans la Province de Liège, plus précisément à Flémalle.
Il débute l'athlétisme en 1944, soit à l'âge de cinq ans et est attiré par le demi-fondoù il courut sur la piste des Trixhes à Flémalle pour le RFC Liègeois qui possédait à l'époque une sous-section dans la commune de Flémalle.
Paul Roekaerts était spécialisé en 800 mètres et en 1500 mètres, il s'entrainait tout l'été pour  le demi-fonds mais en hiver, n'aimant pas les crosses il jouait au handball dans le club du ROC Flémalle, important club à l'époque avec lequel Paul joua en tant que ailier dû sans doute à sa rapidité, avec ce club de handball, Paul fut champion lors de la saison 1958/1959 et le pratiqua encore par après mais tous simplement dans le but de garder la forme pour son sport de prédilection, l'athlétisme.
Dans cette discipline, Paul participa aux Jeux olympiques de 1964 à l'âge de 25 ans mais fut éliminé au premier tour puisqu'il arriva sixième sur les huit concurrents avec un temps de 1:50.9, Paul fut aussi sacré champion de Belgique de 1500 mètres en 1966.
En 1970, il contribue à la création du Flémalle Athletic Club et en  devient trésorier ainsi qu'entraîneur et organisateur. Il deviendra un moment le président du Comité provincial d’athlétisme et fait partie du Comité des Directeurs de la Ligue francophone Belge d’Athlétisme.
Le 27 juin 2010, le Flémalle Athletic Club rénove sa piste d'athlétisme, en tartan et la renomme La piste Paul Roekaerts.

## Palmarès

### Athlétisme
- Champion de Belgique d'athlétisme en 1500 mètres.
- Sixième de la sixième série lors du premier tour des Jeux olympiques de 1964 en 800 mètres.

#### Records
| Distance | Temps  | Année | Lieux |
| -------- | ------ | ----- | ----- |
| 800 m    | 1.47,7 | 1966  |       |
| 1500 m   | 3.43,9 |       |       |

### Handball
- champion de Belgique lors de la saison 1958/1959